# Donkey Kong Jet Race
Donkey Kong Jet Race, noto in Giappone come Donkey Kong Barrel Jet Race (ドンキーコング たるジェットレース?, Donkī Kongu: Taru Jetto Rēsu) e in Nord America come Donkey Kong Barrel Blast, è un videogioco sviluppato da Paon e pubblicato nel 2007 da Nintendo per Wii. 

## Sviluppo
Nel 2005 la rivista Famitsū ha annunciato che era in lavorazione il primo videogioco della serie Donkey Kong per Wii, in seguito alla pubblicazione di Donkey Kong Jungle Beat (2004) per GameCube. Nel 2006 viene annunciato il gioco con il titolo Donkey Kong Barrel Jet Race. Durante l'E3 2007 viene confermata l'uscita sul mercato statunitense per l'8 ottobre.

## Accoglienza
Matt Casamassina di IGN ha criticato i controlli del gioco, evidenziando la mancanza del supporto ai DK Bongos, in favore del Telecomando Wii con il Nunchuk.